# 浅井村 (石川県)
浅井村（あさいむら）は石川県能美郡にあった村。現在の小松市中心部、北陸本線小松駅の南西一帯にあたる。

## 歴史
- 1889年（明治22年）4月1日 - 町村制の施行により、千木野村、吉竹村、大領村、大領中村、南浅井村、清六村、北浅井村及び不動島村の区域をもって、浅井村が発足する。
- 1897年（明治30年）9月20日 - 北陸線（現・北陸本線）の福井駅 - 小松駅間開業により、同線が大領中を通過。駅の設置は無し。
- 1907年（明治40年）8月5日 - 本折村、浅井村及び蓮江村が合併して、苗代村が発足する。

## 交通

### 鉄道路線
村域を国有鉄道北陸線（現・北陸本線）が通過したが、駅は所在しなかった。また、後に旧村域に尾小屋鉄道の吉竹駅が存在したが、当時は未開業。